# Andreas Mügge (Admiral)
Andreas Markus Mügge (* 9. Dezember 1968) ist ein Flottillenadmiral der Marine der Bundeswehr und seit März 2024 der Kommandeur des Logistikzentrums der Bundeswehr in Wilhelmshaven.

## Militärische Laufbahn

### Ausbildung und erste Verwendungen
Mügge trat 1988 in die Bundeswehr ein. Als Angehöriger der Crew VII/88 wurde er als Offizieranwärter in der Offizierausbildung zum Offizier des Truppendienstes der Marine an der Marineschule Mürwik in Flensburg ausgebildet. An der Universität der Bundeswehr Hamburg studierte er von 1989 bis 1993 Berufs- und Betriebspädagogik und erreichte den akademischen Grad des Diplom-Pädagogen. Ab 1993 folgte für Mügge die Fachausbildung und die erste Verwendung als Zugführer in der 3. Kompanie des Marinesicherungsbataillons 3 in der Hanse-Kaserne Rostock. Ab 1995 war er Kompaniechef der 2. Kompanie des Bataillons. 1996 verlegte das Bataillon von Rostock nach Seeth in die Stapelholmer Kaserne. 1997 wurde Mügge Leiter einer Studentenfachbereichsgruppe im Studentenfachbereich C an der Universität der Bundeswehr Hamburg. 1998 folgte der Einsatz als Personaloffizier in der Abteilung III (Marine) im Personalamt der Bundeswehr in Köln. Von 2000 bis 2001 absolvierte Mügge die erweiterte Fachausbildung Fachteil Planung und Organisation und wurde 2001 Schiffsversorgungsoffizier auf der Fregatte Brandenburg in Wilhelmshaven. Ab 2002 war er Dezernent Multinationale Logistik im Streitkräfteunterstützungskommando Log/G4 II 3 in der Luftwaffenkaserne in Köln. Mügge nahm von 2003 bis 2005 am 45. Admiralstabslehrgang an der Führungsakademie der Bundeswehr in Hamburg teil, wo er zum Offizier im Generalstabsdienst ausgebildet wurde.

### Dienst als Stabsoffizier
Mügge wurde 2005 Kommandeur der Marineschutzkräfte in Eckernförde und 2007 Referent im Bereich Personal im Führungsstab der Streitkräfte im Bundesministerium der Verteidigung auf der Hardthöhe in Bonn. 2010 folgte die Verwendung als Chef des Stabes der Logistikbrigade 1 in Delmenhorst. In den Jahren 2012 und 2013 nahm Mügge am NCC2013 am U.S. Naval War College in Newport (Rhode Island) in den Vereinigten Staaten teil. 2013 wurde er Referatsleiter III 3.3 im Bundesamt für das Personalmanagement der Bundeswehr in der Mudra-Kaserne in Köln und 2015 stellvertretender Kommandeur und Chef des Stabes im Logistikzentrum der Bundeswehr in Wilhelmshaven. 2017 folgte eine Verwendung als Referatsleiter des Referats SE III 4 (Logistik, Verwaltungsunterstützung und Sanitätsdienst im Einsatz) im Bundesministerium der Verteidigung in Berlin.

### Dienst als Admiral
Im Oktober 2019 übernahm Mügge die Leitung der Abteilung Personal/Ausbildung/Organisation im Marinekommando in Rostock. Auf diesem Dienstposten wurde er zum Flottillenadmiral ernannt. Im September 2021 wurde er Nachfolger von Flottillenadmiral Axel Schulz als Kommandeur der Maritime Task Force UNIFIL und Kontingentführer des Deutschen Einsatzkontingents UNIFIL in Naqoura, Libanon. Diesen Dienstposten übergab er im August 2022 an Flottillenadmiral Michael Busse. Am 21. März 2024 trat Mügge, als Nachfolger von Brigadegeneral Klaus-Dieter Cohrs, seine aktuelle Verwendung als Kommandeur des Logistikzentrums der Bundeswehr in Wilhelmshaven an.

## Privates
Mügge ist verheiratet und hat zwei Kinder.